# Mikorte informativo
Mikorte Informativo fue un noticiero cómico mexicano emitido originalmente por Cadenatres. El programa se transmitió todos los domingos a las 22:30 horas (México) desde el 29 de noviembre de 2009 por televisión abierta en dicho canal. Después del cierre de cadenatres, el 26 de octubre de 2015, el programa estuvo disponible por su canal de YouTube. Sin embargo, por falta de apoyo al canal en línea, la última emisión se transmitió el 29 de noviembre.
El 23 de noviembre de 2009, cuando se empezó a dar noticia de su estreno, el grupo musical Mamá Pulpa confirmó más precisamente la premier vía Twitter.
El programa forma parte del catálogo de programación de SOMOS Distribution, presentado en Las Vegas a fines de enero de 2010. Luis Villanueva, presidente y CEO de la compañía con sede en Miami fue el encargado de realizar dicha presentación para la NATPE.

## Formato
Mikorte Informativo es un programa informativo caracterizado por el hecho de estar conducido por extraterrestres con forma de simios antropomórficos (similares en aspecto a los habitantes de El Planeta de los Simios). La forma de dar a conocer las noticias es analizada por los conductores desde un sentido ajeno al ambiente terrícola y a la vez con su sentir como animales jugando con el tono políticamente correcto de los humanos.

### Personajes caracterizados
- Simeone Monárres
- Monuel Changosé
- Mónico Chimpanzón
- Gorilú Monárres
- Carmen Changosé

De la misma forma, el show se complementaba con una columna semanal escrita en el periódico Excélsior llamada Mikolumna (publicándose a partir del 1° de diciembre de 2009).

## Episodios
Los episodios están disponibles en YouTube después de su emisión por televisión. Las notas han sido noticias variadas en torno a un tema específico y cada uno cuenta con un sondeo al público.